# Yuxarı Əskipara

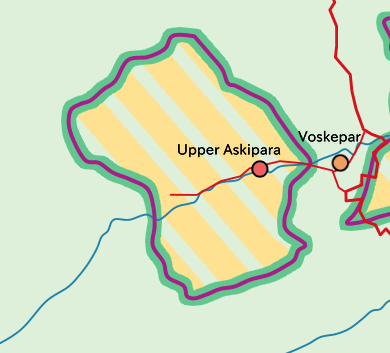
Położenie na mapie azerskiej eksklawy Yuxarı Əskipara

Yuxarı Əskipara lub Werin Woskepar (azer. Yuxarı Əskipara; orm. Վերին Ոսկեպար – trb. Werin Woskepar) – zniszczona wieś, de iure przynależąca do Azerbejdżanu (Qazax) i będąca eksklawą na terenie Armenii, de facto od czasu konfliktu o Górski Karabach kontrolowana przez Armenię jako część prowincji Tawusz. Powierzchnia azerskiej eksklawy obejmującej tę wieś przed wojną wynosiła 37 km². Podczas walk azersko-ormiańskich wieś została zniszczona, do dziś przetrwały fundamenty domów, cmentarz i plac zabaw, z którego korzystają mieszkańcy armeńskiego Woskepar.